# Friedrich Wilhelm Graf
Pour les articles homonymes, voir Graf.
Friedrich Wilhelm Graf (né le 19 décembre 1948 à Wuppertal) est théologien protestant et professeur émérite de théologie systématique et d'éthique à l'Université de Munich (LMU).

## Carrière
Après avoir obtenu son diplôme de le lycée protestante de Gütersloh, en 1969 et passe plusieurs mois au Japon, Graf étudie la théologie protestante, la philosophie et l'histoire à Wuppertal (de), Tübingen et Munich. En 1978, il obtient son doctorat en théologie à Munich avec une thèse sur David Friedrich Strauß en tant que dogmaticien et critique du christianisme, inspirée par Falk Wagner, l'hégélien le plus influent dans la théologie protestante de la fin du XXe siècle. La même année, il a publié un livre très remarqué sur les mouvements de réforme catholiques "libéraux-religieux" dans le Vormärz allemand. L'habilitation s'ensuit en 1986 avec une étude théologique-historique de la théonomie (de) Études de cas sur la revendication d'intégration de la théologie moderne. De 1986 à 1988, Graf est boursier Heisenberg de la Fondation allemande pour la recherche. En 1988, il est nommé professeur de théologie systématique et d'histoire moderne de la théologie à l'Université d'Augsbourg. De 1992 à 1996, il enseigne en tant que professeur de théologie protestante et d'éthique sociale à l'Université de la Bundeswehr à Hambourg (de). Après avoir rejeté un appel à l'Université de Wurtzbourg, il est retourné à l'Université d'Augsbourg en 1996 en tant que professeur titulaire de théologie systématique et de questions théologiques contemporaines. Il refuse des appels à des universités aux États-Unis et en Grande-Bretagne ainsi que des offres pour rejoindre le département de recherche de la « Fédération luthérienne mondiale » à Genève. De 1999 au semestre d'hiver 2013-2014, il est professeur de théologie systématique et d'éthique à l'Université Louis-et-Maximilien de Munich, succédant à son professeur Trutz Rendtorff. De 1997 à 1999, en tant que membre fondateur, il contribue à la création du collège Max-Weber (de) à la nouvelle université d'Erfurt.
En 1999, Graf est le premier théologien à recevoir le prix Leibniz de la Fondation allemande pour la recherche. Il est également membre à part entière de l'Académie bavaroise des sciences depuis 2001. Le théologien, qui publie aussi sur l'histoire des idées et des idées de la modernité, y est le président de la commission de recherche historique en théologie fondée à son initiative. De 2011 à 2020, il est également président de la Commission d'histoire sociale et économique, au nom de laquelle l'édition complète de Max Weber (de), achevée en 2020 et éditée. En 1983, Graf devient membre du conseil d'administration de la société Ernst-Troeltsch (de) et en est le président de 1994 à 2015. Il est ainsi en grande partie responsable de l'édition critique complète des œuvres d'Ernst Troeltsch. Depuis 1998, il est membre du groupe de travail d'histoire sociale moderne, dont il est pendant plusieurs années vice-président.
De 2003 à 2007, Graf est le premier président de l'association de parrainage de l'Institut TTN (Technologie-Théologie-Sciences naturelles) (de) à l'Université Louis-et-Maximilien de Munich. Au cours de l'année universitaire 2003/2004, il est chargé de recherche au Collège historique (de) de Munich. Après avoir décliné une offre en tant que boursier permanent, il passe l'année universitaire 2006/07 en tant que boursier au Collège scientifique de Berlin.
Il n'accepte pas un appel en tant que directeur fondateur de l'Institut Max-Planck pour l'étude des sociétés multireligieuses et polyethniques à Göttingen. De 2009 à 2012, il occupe une chaire de recherche financée par l'Initiative d'excellence dans le cadre du programme d'élite au LMU.
Graf enseigne dans des universités aux États-Unis, au Canada, au Danemark, en Norvège, au Portugal, en Grande-Bretagne, en Inde, en Corée du Sud, au Japon, en Égypte et en Afrique du Sud. Il est chargé de recherche à l'Université de Pretoria et, depuis 2001, également professeur invité à l'Université Seigakuin de Tokyo. Ses conférences tenues à Tokyo et à Kyoto et les traductions de ses œuvres atteignent une large diffusion sur le marché japonais.

## Sujets et présence médiatique
Graf est présent de diverses manières dans les médias et ses écrits et déclarations suscitent quelques remous et controverses. Die Wiederkehr der Götter (3e édition 2004, édition de poche augmentée 2007) est sa publication la plus réussie à ce jour. Graf donne également souvent des conférences sur les résultats de ses recherches. Il est chroniqueur indépendant permanent pour la NZZ, la FAZ et écrit également pour Die Zeit, Die Welt et la Süddeutsche Zeitung. Dans le Merkur (de). Zeitschrift für europäisches Denken, il publie deux fois par an une chronique sur la religion entre 2014 et 2017. La double question de Friedrich Schleiermacher : « Le nœud de l'histoire doit-il se défaire ainsi ? Le christianisme avec la barbarie, et la science avec l'incrédulité ? » de la Missive sur la doctrine de la foi (1829), l'un des textes les plus célèbres de la modernité théologique, , il en fait la question centrale. Intellectuel résolument libéral, il défend une compréhension du christianisme comme "religion pensante", qui doit favoriser la réflexivité autodéterminée.

### Sur l'œcuménisme et l'histoire de la Réforme
Dans une revue de l'histoire de la Réforme de Thomas Kaufmann (de), il voit ce dernier décrire "la Réforme comme un processus de remise en question théologique, de lutte éditoriale et de changements formateurs de l'ecclésiologie héritée", à la fin duquel, contre l'intention d'acteurs importants, trois cultures confessionnelles indépendantes ont vu le jour.
La puissance de la religion chrétienne, qui pénètre toutes les dimensions de la vie et de la communauté, peut donc modifier la structure institutionnelle politique par un processus essentiellement religieux et ecclésiastique.
Graf polémique contre « l'idée folle œcuménique » d'inviter le pape à Wittemberg ou à la Wartburg en 2017. Cela n'aurait pu venir qu'à des fonctionnaires de l'Église dont la formation historique sur la Réforme est très limitée. Les protestants n'auraient donc ni besoin ni envie d'un pape. La "liberté d'un chrétien" exclut le culte clérical de l'autorité.
Selon une intervention orale spontanée de Graf en 2011 pour une conférence du Frankfurter Allgemeine Zeitung et de la société Alfred-Herrhausen (de), l'Église protestante serait de plus en plus marquée par "des jeunes femmes, généralement issues d'une socialisation petite-bourgeoise, plutôt des types de mères que de véritables intellectuelles". Leur forme de religiosité risque d'associer "un Dieu câlin au mauvais goût". Graf lie sa description de la "féminisation" accélérée de la profession de pasteur protestant - qu'il ne rejette aucunement, mais qu'il décrit comme hautement souhaitable - à une thèse d'analyse religieuse : d'un point de vue sociologique, les deux grandes Églises populaires du pays dérivent de plus en plus l'une de l'autre, malgré toute la rhétorique œcuménique forcée, du moins tant que le ministère de prêtre ordonné (et devant vivre dans le célibat) reste limité aux hommes.

### Débat sur la réforme structurelle en Bavière
Le 3 mai 2003, un article de Graf estpublié dans la SZ dans lequel l'Église protestante luthérienne de Bavière en général et son concept de formation en particulier sont mis en cause ("Protestantisme inculturel - l'Église d'État bavaroise est en passe de devenir une secte"). L'article très polémique déclenche un débat public qui dure des mois.
Selon les formulations pointues de Graf, le niveau de jeu dans la "ligue d'érudition divine" bavaroise s'étend des joueurs professionnels du FC Bayern Munich aux joueurs de football amateurs des villages franconiens. Les études auprès de professeurs qui jouent dans les premiers rangs de la Bundesliga académique ou qui rament chez eux les trophées de la Ligue des champions scientifique seraient beaucoup plus exigeantes intellectuellement qu'une formation auprès d'enseignants qui considèrent la - littéralement - Ligue du clergé du Sud comme le monde spirituel en général. 64 % des étudiants en théologie protestants bavarois passe leur examen intermédiaire à Neuendettelsau et ne voient parfois jamais une université de l'intérieur. L'Église régionale s'enfonce dans une vallée sombre si elle endommage les facultés tout en subventionnant sa propre "université" avec une offre d'enseignement très limitée et en la faisant soutenir par des fonds publics. Une Église protestante qui, dans la société du savoir, procède à la désacadémisation de sa future élite fonctionnelle, abandonne son identité d'entreprise et perdra de nouvelles parts de marché sur des marchés religieux concurrentiels et en plein essor. Les entreprises de sens doivent également éviter les erreurs de gestion.
Graf exige donc la dissolution de l'Université Augustana de Neuendettelsau (de) au profit du renforcement de la faculté de théologie de l'Université d'Erlangen-Nuremberg, l'ancienne «faculté d'État» bavaroise. Le fait que celle-ci a été supprimée en 2007 avec l'accord de l'Église de Bavière et que ses postes de professeurs sont ét transférés à la faculté de philosophie, il y voit une confirmation de ses inquiétudes quant à une émigration choisie, mais intellectuellement appauvrissante, de la théologie protestante hors des institutions académiques publiques et du monde savant.

### Dawkins et Hitchens
Graf traite du nouvel athéisme sous la forme de Richard Dawkins et Christopher Hitchens dans un style feuilleton.
Graf dit que Dawkins ne répète pas grand-chose d'original. On sait depuis 300 ans déjà que ce n'est pas Dieu qui a écrit la Bible, mais que l'Écriture sainte rassemble des textes contradictoires de différents collectifs d'auteurs et d'individus pieux Dans sa critique des anciennes preuves métaphysiques de l'existence de Dieu, Dawkins reste bien en dessous du niveau de réflexion de David Hume ou d'Emmanuel Kant, qu'il considère comme des athées purs et durs en raison de leur manque de connaissance des sources
Dans sa critique de la religion, Dawkins fait parfois cause commune avec ses pires ennemis, les créationnistes. Contre tous les analystes des religions qui distinguent strictement la production de symboles religieux de l'élaboration de théories scientifiques et qui considèrent donc que les querelles entre les croyants en la création et les néodarwinistes sont sans objet, il se sait en accord avec les créationnistes sur le fait que la foi et le savoir revendiquent la même interprétation
Hitchens n'a pas les moyens analytiques ni la compréhension nécessaires pour reconnaître l'ambivalence élémentaire de tous les langages symboliques religieux et leur grande ouverture d'interprétation. Il n'est pas en mesure d'expliquer pourquoi les images de foi comportent des tendances à l'auto-absolutisation par l'assimilation à Dieu, tout en permettant une autolimitation tout à fait salutaire et humble.

### Critique de Margot Käßmann
En février 2011, après la démission de Margot Käßmann de la présidence du Conseil de l'EKD et de l'épiscopat régional, Graf publie un article critique à son sujet. Selon lui, Käßmann est issue d'un milieu "petit-bourgeois" et accède rapidement aux plus hautes fonctions de l'Église en raison de sa rhétorique et de sa capacité à se mettre en scène. Ses déclarations de 2009 sur l'intervention de l'armée allemande en Afghanistan relèvent du "pacifisme d'opinion". En disant souvent "je", elle aurait implicitement déclaré sa propre opinion politique comme étant la seule attitude chrétienne valable. Elle encourage ainsi un nouveau "cléricalisme" qui va à l'encontre du sacerdoce réformé de tous les croyants. Elle ne fait guère de distinction entre religion et morale et mise surtout sur la communication morale dans la proclamation de l'Évangile. Sa démission est cohérente, car elle a auparavant mis en scène publiquement et si clairement sa propre "immédiateté préréflexive", la concordance entre la morale qu'elle proclame et son propre ego

### Le suicide assisté
En mai 2015, Graf publie un essai bien accueilli dans Merkur, dans lequel il intervient dans le débat alors en cours sur le suicide assisté. Il s'oppose aux croyances religieuses traditionnelles en faveur du suicide assisté par un médecin. Il s'agit d'un exercice légitime des droits de liberté de l'individu, auxquels l'homme a droit en conséquence du don de la vie libre de Dieu. Les Églises ne doivent donc pas préconiser de durcir la législation contre le suicide médicalement assisté. Il salue le projet de loi des députés Peter Hintze (CDU), Carola Reimann (SPD), Karl Lauterbach (SPD) et d'autres,.

## Honneurs
- 2012 : Croix du mérite avec ruban de la République fédérale d'Allemagne
- Doctorat théologique honoris causa, Université d'Aarhus.

## Élèves notables
Parmi les élèves importants de Friedrich Wilhelm Graf figurent Alf Christophersen (de), Stefan Pautler, et Friedemann Voigt.

## Publications (sélection)
monographies et anthologies
- Die Politisierung des religiösen Bewußtseins. Die bürgerlichen Religionsparteien im deutschen Vormärz. Das Beispiel des Deutschkatholizismus (= Neuzeit im Aufbau. Darstellung und Dokumentation. Band 5), Stuttgart/Bad Cannstatt 1978.
- Kritik und Pseudo-Spekulation. David Friedrich Strauß als Dogmatiker im Kontext der positionellen Theologie seiner Zeit (= Münchner Monographien zur historischen und systematischen Theologie. Band 7), München 1982.
- mit Hartmut Ruddies (de): Ernst-Troeltsch-Bibliographie. Tübingen 1982.
- mit Sieglinde Graf: Martin Luther. Ein Versuch, ihn aus seiner Zeit zu verstehen (= Informationspapier der Zentralen Arbeits- und Studienstelle der Deutschen Evangelischen Arbeitsgemeinschaft für Erwachsenenbildung. Band 46). Karlsruhe 1982; 3. Auflage ebenda 1993.
- Theonomie. Fallstudien zum Integrationsanspruch neuzeitlicher Theologie. Gütersloh 1987.
- toreruchi to doitsu-bunka-purotesutantizumu [deutsch: Troeltsch und der deutsche Kulturprotestantismus; Troeltsch-Vorlesungen in Tokio 2000], übersetzt und hrsg. von Tomoaki Fukai und Toshimasa Yasukata. Tokio 2001.
- Die Wiederkehr der Götter. Religion in der modernen Kultur. München 2004; Neuausgabe 2007.
- Medikament und Gesundheit – „Stuttgarter Erklärung“. Eschborn 2004.
- Moses Vermächtnis. Über göttliche und menschliche Gesetze. München 2006.
- Der Protestantismus. Geschichte und Gegenwart. München 2006; 3. Auflage 2017.
- Harnack to Troeltsch [deutsch.: Troeltsch und Harnack; Troeltsch-Vorlesungen in Tokio 2005], übersetzt und hrsg. von Masaomi Kondo und Tomoaki Fukai, Tokio 2007.
- Missbrauchte Götter. Zum Menschenbilderstreit in der Moderne. München 2009.
- Kirchendämmerung. Wie die Kirchen unser Vertrauen verspielen. München 2011; 3. Auflage ebenda 2013.
- Der heilige Zeitgeist. Studien zur Ideengeschichte der protestantischen Theologie in der Weimarer Republik. Tübingen 2011.
- Götter Global. Wie die Welt zum Supermarkt der Religionen wird. München 2014.
- Fachmenschenfreundschaft. Studien zu Troeltsch und Weber. Berlin/Boston 2014.
- Helmut Thielicke und die Zeitschrift für Evangelische Ethik. Tübingen 2021.

rédactions
- mit Horst Renz: Troeltsch-Studien. Untersuchungen zur Biographie und Werkgeschichte. Mit den unveröffentlichten Promotionsthesen der „Kleinen Göttinger Fakultät“ 1888–1893. Gütersloh 1982; 2. Auflage ebenda 1985.
- mit Falk Wagner: Die Flucht in den Begriff. Materialien zu Hegels Religionsphilosophie (= Deutscher Idealismus. Philosophie und Wirkungsgeschichte in Quellen und Studien. Band 6). Stuttgart 1982.
- mit Horst Renz: Protestantismus und Neuzeit (= Troeltsch-Studien. Band 3). Gütersloh 1984.
- mit Horst Renz: Umstrittene Moderne. Die Zukunft der Neuzeit im Urteil der Epoche Ernst Troeltschs (= Troeltsch-Studien. 4). Gütersloh 1987.
- mit Rüdiger vom Bruch und Gangolf Hübinger: Kultur und Kulturwissenschaften um 1900. Krise der Moderne und Glaube an die Wissenschaft. Stuttgart 1989.
- Profile des neuzeitlichen Protestantismus, Band 1: Aufklärung, Idealismus, Vormärz. Gütersloh 1990.
- Profile des neuzeitlichen Protestantismus, Band 2/1: Das Kaiserreich. Teil 1, Gütersloh 1992.
- Profile des neuzeitlichen Protestantismus, Band 2/2: Das Kaiserreich. Teil 2, Gütersloh 1993.
- mit Klaus Tanner: Protestantische Identität heute, Gütersloh 1992.
- mit Trutz Rendtorff: Ernst Troeltschs Soziallehren. Studien zu ihrer Interpretation (= Troeltsch-Studien. Band 6), Gütersloh 1993.
- Liberale Theologie. Eine Ortsbestimmung (= Troeltsch-Studien. Band 7), Gütersloh 1993.
- mit Hans Martin Müller: Der deutsche Protestantismus um 1900 (= Veröffentlichungen der Wissenschaftlichen Gesellschaft für Theologie. Band 9), Gütersloh 1996.
- Martin Dibelius. Selbstbesinnung des Deutschen, Tübingen 1997.
- mit Andreas Platthaus und Stephan Schleissing: Soziales Kapital in der Bürgergesellschaft, Stuttgart/Berlin/Köln 1999.
- Ernst Troeltschs „Historismus“ (= Troeltsch-Studien. Band 11), Gütersloh 2000, 2. Auflage 2003.
- mit Dietrich Korsch (de): Jenseits der Einheit. Protestantische Ansichten der Ökumene. Hannover 2001.
- mit Tomoaki Fukai: Heidelberg ni okeru angrosakuson kenkyu no Dentou. Tokio 2001.
- mit Heinrich Meier: Der Tod im Leben. Ein Symposion, München/Zürich 2004; 3. Auflage 2009.
- Klassiker der Theologie, Band 1: Von Tertullian bis Calvin, München 2005.
- Klassiker der Theologie, Band 2: Von Richard Simon bis Karl Rahner, München 2005.
- mit Wolfgang Schluchter: Asketischer Protestantismus und der „Geist“ des modernen Kapitalismus. Tübingen 2005.
- „Geschichte durch Geschichte überwinden“ – Ernst Troeltsch in Berlin (= Troeltsch-Studien. Neue Folge, Band 1). Gütersloh 2006.
- mit Johannes Müller, Michael Reder und Tobias Karcher: Religionen und Globalisierung. (= Globale Solidarität – Schritte zu einer neuen Weltkultur. Band 16). Kohlhammer, 2007  (ISBN 978-3-17-019878-4).
- mit Klaus Große Kracht (de): Religion und Gesellschaft. Europa im 20. Jahrhundert (= Industrielle Welt. Schriftenreihe des Arbeitskreises für moderne Sozialgeschichte. Band 73). Köln/Weimar/Wien 2007.
- mit Klaus Wiegandt: Die Anfänge des Christentums. 2. Auflage. Frankfurt a. M. 2009.
- unter Mitarbeit von Elisabeth Müller-Luckner: Intellektuellen-Götter. Das religiöse Laboratorium der klassischen Moderne (= Schriften des Historischen Kollegs. Kolloquien. Band 66). München 2009 (Digitalisat).
- Über Glück und Unglück des Alters. München 2010.
- mit Friedemann Voigt: Religion(en) deuten. Transformationen der Religionsforschung (= Troeltsch-Sudien. Neue Folge, Band 2), Berlin/New York 2010.
- mit Horst Dreier und Joachim Jens Hesse: Staatswissenschaft und Staatspraxis. Baden-Baden 2011.
- mit Ulrich Barth, Christian Danz und Wilhelm Gräb: Aufgeklärte Religion und ihre Probleme. Schleiermacher – Troeltsch – Tillich (= Theologische Bibliothek Töpelmann. Band 165), Berlin/Boston 2013.
- mit Heinrich Meier: Politik und Religion. Zur Diagnose der Gegenwart, München 2013, 2. Aufl. 2017.
- Wendepunkte. Studien zur Wissenschaftsgschichte der Bayerischen Akademie der Wissenschaften (= Beiträge zur Bayerischen Akademie der Wissenschaften. Band 2), Regensburg 2013.
- mit Edith Hanke und Barbara Picht: Geschichte Intellektuell. Theoriegeschichtliche Perspektiven, Tübingen 2015.
- mit Heinrich Meier: Die Zukunft der Demokratie. Kritik und Plädoyer, München 2018.

rédactions de séries et revues
- mit Horst Renz: Troeltsch-Studien, Bände 1–12, Gütersloh 1982–2004.
- New Athenaeum. A Scholarly Journal Specializing in Schleiermacher Research and Nineteenth Century Studies / Neues Athenaeum. Zeitschrift für Schleiermacher-Forschung und für Studien zum 19. Jahrhundert, Bände 1 (1989)–3 (1993) [Mitglied des Editorial Board].
- mit Gangolf Hübinger: Religiöse Kulturen der Moderne, Bände 1–13, Gütersloh 1996–2006.
- mit Gangolf Hübinger: Ernst Troeltsch. Kritische Gesamtausgabe, hrsg. im Auftrag der Heidelberger Akademie der Wissenschaften, Berlin/New York 1998ff.; seit 2004 ff. hrsg. im Auftrag der Kommission für Theologiegeschichtsforschung der Bayerischen Akademie der Wissenschaften.
- Mitteilungen der Ernst-Troeltsch-Gesellschaft, hrsg. im Auftrag der Ernst-Troeltsch-Gesellschaft e.V., Bände 5–13, Augsburg 1990–2000, Bände 14–22, München 2001–2011.
- mit Ted Vial und Mark Chapman: Journal for the History of Modern Theology / Zeitschrift für Neuere Theologiegeschichte, Bände 1–28, Berlin/New York 1994–2021.
- mit Wolfgang Schieder, später Lutz Raphael: Industrielle Welt (= Schriftenreihe des Arbeitskreises für moderne Sozialgeschichte), Bände 60–73, Köln/Weimar 2000–2008.
- mit Reiner Anselm, Jörg Dierken und Georg Pfleiderer: Troeltsch-Studien. Neue Folge, Gütersloh 2006 ff.
- mit Joachim Jens Hesse: Zeitschrift für Staats- und Europawissenschaften / Journal für Comparative Gouvernment and European Policy, Berlin 2006 ff.

Co-éditions dans le cadre de l'édition critique intégrale des oeuvres d'Ernst Troeltsch
- Ernst Troeltsch: Rezensionen und Kritiken (1901–1914) (= Ernst Troeltsch Kritische Gesamtausgabe. Band 4), hrsg. in Zusammenarbeit mit Gabriele von Bassermann-Jordan, Berlin/New York 2004.
- Ernst Troeltsch: Rezensionen und Kritiken (1894–1900) (= Ernst Troeltsch Kritische Gesamtausgabe. Band 2), hrsg. in Zusammenarbeit mit Dina Brandt, Berlin/New York 2007.
- Ernst Troeltsch: Der Historismus und seine Probleme (1922) (= Ernst Troeltsch Kritische Gesamtausgabe. Band 16.1 und 16.2), hrsg. in Zusammenarbeit mit Matthias Schloßberger, Berlin/New York 2008.
- Ernst Troeltsch: Rezensionen und Kritiken (1915–1923) (= Ernst Troeltsch Kritische Gesamtausgabe. Band 13), hrsg. in Zusammenarbeit mit Diana Feßl, Harald Haury und Alexander Seelos, Berlin/New York 2010.
- Ernst Troeltsch: Briefe I (1884–1894) (= Ernst Troeltsch Kritische Gesamtausgabe. Band 18), hrsg. in Zusammenarbeit mit Volker Bendig, Harald Haury und Alexander Seelos, Berlin/Boston 2013.
- Ernst Troeltsch: Briefe II (1894–1904) (= Ernst Troeltsch Kritische Gesamtausgabe. Band 19), hrsg. in Zusammenarbeit mit Harald Haury, Berlin/Boston 2015.
- Ernst Troeltsch: Briefe III (1905–1915) (= Ernst Troeltsch Kritische Gesamtausgabe. Band 20), hrsg. in Zusammenarbeit mit Harald Haury, Berlin/Boston 2016.
- Ernst Troeltsch: Briefe IV (1915–1918) (= Ernst Troeltsch Kritische Gesamtausgabe. Band 21), hrsg. in Zusammenarbeit mit Harald Haury, Berlin/Boston 2018.

littérature secondaire
- Georg Pfleiderer: Die Wächter bewachen. Theologische Gegenwartsdiagnose bei Friedrich Wilhelm Graf. In: Verkündigung und Forschung. Band 61, 2016, S. 152–160.